# Edwards (Familienname)
Edwards ist ein ursprünglich patronymisch gebildeter englischer Familienname mit der Bedeutung „Sohn des Edward“.

## Namensträger

### A
- A. W. F. Edwards (Anthony William Fairbank Edwards; * 1935), britischer Genetiker und Statistiker
- Aaliyah Edwards (* 2002), kanadische Basketballspielerin
- Ada Mae Edwards (1911–2004), Lehrerin und erste Speakerin der Nationalversammlung von St. Kitts und Nevis
- Aeron Edwards (* 1988), walisischer Fußballspieler
- Aimee-Ffion Edwards (* 1987), britische Schauspielerin
- Al Edwards (1937–2020), US-amerikanischer Politiker
- Alexander Edwards (1885–1918), britischer Soldat
- Alfred Edwards (Zeitungsherausgeber) (1856–1914), französischer Zeitungsherausgeber
- Alfred George Edwards (1848–1937), britischer anglikanischer  Geistlicher, Erzbischof von St Asaph und Primas der Church in Wales
- Alice Jill Edwards, australische Juristin und Menschenrechtsexpertin
- Allegra Edwards, US-amerikanische Schauspielerin
- Allen L. Edwards (1914–1994), US-amerikanischer Psychologe
- Allison Ross-Edwards (* 1952), australische Sprinterin
- Alphonse Milne-Edwards (1835–1900), französischer Zoologe
- Alyssa Edwards (* 1980), US-amerikanische Dragqueen, Tanzlehrer und Comedian
- Amelia Edwards (1831–1892), britische Schriftstellerin und Ägyptologin
- Anna Edwards (Schauspielerin, 1976) (* 1976), britische Schauspielerin und Model
- Anna Edwards (Reiterin) (* 1984), britische Springreiterin
- Anne Edwards (Autorin) (1927–2024), US-amerikanische Autorin
- Anne Edwards (Politikerin) (1935–2022), kanadische Politikerin
- Anne Edwards (Botanikerin), britische Botanikerin
- Anthony Edwards (* 1962), US-amerikanischer Schauspieler
- Anthony Edwards (Ruderer) (* 1972), australischer Ruderer
- Anthony Edwards (Basketballspieler) (* 2001), US-amerikanischer Basketballspieler
- Anthony William Fairbank Edwards (* 1935), britischer Genetiker und Statistiker, siehe A. W. F. Edwards
- Arthur Edwards (Geistlicher) (1834–1901), amerikanischer Geistlicher und Autor
- Arthur Edwards (Footballspieler) (1934–2006), australischer Footballspieler
- Arthur Cecil Edwards (1881–1953), Autor eines Standardwerks über den Perserteppich

### B
- Barbara Edwards (* 1960), US-amerikanisches Model und Schauspielerin
- Bart Edwards (* 1989), britischer Schauspieler
- Becky Edwards (* 1988), US-amerikanische Fußballspielerin
- Ben Edwards (Kommentator) (* 1965), britischer Sportkommentator
- Ben Edwards (Footballspieler) (* 1992), US-amerikanischer Footballspieler
- Benjamin Edwards (Politiker) (1753–1829), US-amerikanischer Politiker
- Benjamin Edwards (Künstler) (* 1970), US-amerikanischer Künstler
- Bernice Edwards (um 1910–1969), US-amerikanische Bluesmusikerin
- Bernard Edwards (1952–1996), US-amerikanischer Musiker und Produzent
- Big Boy Teddy Edwards (vor 1930–nach 1936), US-amerikanischer Bluesmusiker
- Bill Edwards (1920–2009), US-amerikanischer American-Football-Spieler
- Billy Edwards (Boxer) (1844–1907), englischer Boxer in der Bare-knuckle-Ära
- Billy Edwards (Fußballspieler, 1896) (William Francis Edwards; 1896–1952), englischer Fußballspieler
- Billy Edwards (Fußballspieler, 1952) (William Edwards; * 1952), englischer Fußballspieler
- Blanche Edwards-Pilliet (1858–1941), französische Ärztin, Feministin und Sozialreformerin
- Blake Edwards (1922–2010), US-amerikanischer Regisseur
- Bob Edwards (Journalist) (1925–2012), britischer Journalist
- Bob Edwards (Fußballspieler) (1931–2019), englischer Fußballspieler
- Bobby Edwards (1926–2012), US-amerikanischer Sänger
- Braylon Edwards (* 1983), US-amerikanischer American-Football-Spieler
- Bryan Edwards (1743–1800), englischer Politiker und Historiker
- Buster Edwards (Ronald Christopher Edwards; 1931–1994), britischer Posträuber

### C
- Caldwell Edwards (1841–1922), US-amerikanischer Politiker
- Carl Edwards (Reiter) (* 1963), britischer Springreiter
- Carl Edwards (* 1979), US-amerikanischer Automobilrennfahrer
- Carl Edwards (Baseballspieler) (Carl Fleming Edwards Jr.; * 1991), US-amerikanischer Baseballspieler
- Carl Johannes Edwards (geb. Carl Johannes Kiviaho; 1914–1985), britischer Glaskünstler
- Carlos Edwards (* 1978), Fußballspieler aus Trinidad und Tobago
- Charles Edwards (Politiker) (1867–1954), britischer Politiker (Labour Party)
- Charles Edwards (Schauspieler) (* 1969), britischer Schauspieler
- Charles Gordon Edwards (1878–1931), US-amerikanischer Politiker
- Charlie Edwards (* 1993), britischer Boxer
- Charlotte Edwards (* 1979), englische Cricketspielerin
- Chet Edwards (* 1951), US-amerikanischer Politiker
- Chuck Edwards (* 1960), US-amerikanischer Politiker
- Clancy Edwards (* 1955), US-amerikanischer Leichtathlet
- Clarence Ransom Edwards (1859–1931), US-amerikanischer Offizier
- Cliff Edwards (1895–1971), US-amerikanischer Sänger und Schauspieler
- Clyde Edwards-Helaire (* 1999), US-amerikanischer American-Football-Spieler
- Colin Edwards (* 1974), US-amerikanischer Motorradrennfahrer
- Cornelius Boza Edwards (* 1956), ugandischer Boxer
- Corwin D. Edwards (1901/1901–1979), US-amerikanischer Wirtschaftswissenschaftler
- Craig Edwards (Tennisspieler) (* 1955), US-amerikanischer Tennisspieler
- Craig Edwards (Snookerspieler) (* 1968), britischer Snookerspieler
- Craig Edwards (Fußballspieler) (* 1982), britischer Fußballspieler

### D
- Daniel Edwards (* 1965), US-amerikanischer Bildhauer
- Dave Edwards (Fußballspieler, 1900) (David Maxwell Edwards; 1900–1946), schottischer Fußballspieler
- Dave Edwards (Fußballspieler, 1934) (David James Edwards; * 1934), walisischer Fußballspieler
- Dave Edwards (Footballspieler, 1939) (David Monroe Edwards; 1939–2016), US-amerikanischer Footballspieler
- Dave Edwards (Footballspieler, 1962) (David Lee Edwards; * 1962), US-amerikanischer Footballspieler
- David Edwards (Bischof) (1816–1876), US-amerikanischer Bischof der Kirche der Vereinigten Brüder in Christo
- David Edwards (Fußballspieler, 1925) (1925–2001), walisischer Fußballspieler
- David Edwards (Golfspieler) (* 1956), US-amerikanischer Golfspieler
- David Edwards (Fußballspieler, 1974) (* 1974), englischer Fußballspieler
- David Edwards (Fußballspieler, 1986) (* 1986), walisischer Fußballspieler
- David Edwards (Footballspieler) (* 1997), US-amerikanischer American-Football-Spieler
- David Eugene Edwards (* 1968), US-amerikanischer Musiker
- David F. Edwards (* 1928), US-amerikanischer Physiker
- David Honeyboy Edwards (1915–2011), US-amerikanischer Musiker
- David S. Edwards (* 1948), Botaniker
- Dean Edwards (Fußballspieler) (* 1962), englischer Fußballspieler und -trainer
- Dean Edwards (Schauspieler) (* 1970), US-amerikanischer Schauspieler und Comedian
- Dean Edwards (Radsportler) (* 1982), südafrikanischer Radrennfahrer
- Denis Edwards (1943–2019), australischer Theologe
- Dennis Edwards (1943–2018), US-amerikanischer Sänger
- Desiree Edwards, südafrikanische Squashspielerin
- Dianne Edwards (* 1942), britische Paläobotanikerin
- Don Edwards (Politiker) (1915–2015), US-amerikanischer Politiker
- Don Edwards (Fußballspieler) (1930–1995), walisischer Fußballspieler
- Don Edwards (Musiker) (1939–2022), US-amerikanischer Sänger und Schauspieler
- Don Edwards (Eishockeyspieler) (* 1955), kanadischer Eishockeytorhüter
- Don C. Edwards (1861–1938), US-amerikanischer Politiker
- Donald Edwards (* ≈1965), US-amerikanischer Jazzmusiker
- Donna Edwards (* 1958), US-amerikanische Politikerin
- Duncan Edwards (1936–1958), englischer Fußballspieler

### E
- Eddie Edwards (Musiker) (Edwin Branford Edwards; 1891–1963), US-amerikanischer Jazzmusiker
- Eddie Edwards (Footballspieler) (* 1954), US-amerikanischer Football-Spieler
- Eddie Edwards (Tennisspieler) (* 1956), südafrikanischer Tennisspieler
- Eddie Edwards (Wrestler) (* 1983), US-amerikanischer Wrestler
- Edward Edwards (1741–1815), britischer Marineoffizier und Entdecker
- Edward Edwards (Bibliothekar) (1812–1886), britischer Bibliothekar, Bibliothekshistoriker und Biograph
- Edward Edwards (Serienmörder) (1933–2011), US-amerikanischer Serienmörder
- Edward I. Edwards (1863–1931), US-amerikanischer Politiker und Gouverneur des Bundesstaates New Jersey
- Edwin Edwards (1927–2021), US-amerikanischer Politiker
- Edyth Edwards (Edyth Paula Fischer; 1899–1956), deutsche Schauspielerin
- Elaine S. Edwards (1929–2018), US-amerikanische Politikerin
- Eldon Lee Edwards (1909–1960), US-amerikanischer Ku-Klux-Klan-Führer
- Elizabeth Edwards (1949–2010), US-amerikanische Autorin
- Elizabeth Edwards (Historikerin) (* 1952), britische Historikerin und visuelle Anthropologin
- Eric Edwards (Pornodarsteller) (* 1945), US-amerikanischer Pornodarsteller
- Eric Edwards (Schauspieler) (* 1966), US-amerikanischer Schauspieler und Stand-up-Komiker
- Eric Edwards, Baron Chelmer (1914–1997), britischer Politiker der Conservative Party
- Eric Alan Edwards (* 1953), US-amerikanischer Kameramann
- Esmond Edwards (1927–2007), US-amerikanischer Musikproduzent und Fotograf

### F
- Federico Edwards (1931–2016), argentinischer Fußballspieler
- Fflyn Edwards (* 2009), britischer Schauspieler
- Francis Edwards (Architekt) (1784–1857), englischer Architekt
- Francis Edwards, 1. Baronet (auch Frank Edwards; 1852–1927), walisischer Politiker
- Francis S. Edwards (Francis Smith Edwards; 1817–1899), amerikanischer Politiker
- Frank Edwards (Moderator) (1908–1967), US-amerikanischer Radiomoderator und Autor
- Frank Edwards (Musiker, 1909) (1909–2002), US-amerikanischer Bluesmusiker
- Frank Edwards (Journalist) (* 1952), kanadischer Journalist und Herausgeber
- Frank Edwards (Musiker, 1993) (* 1993), nigerianischer Gospelmusiker
- Frederick Wallace Edwards (1888–1940), englischer Entomologe
- Flower Edwards (* 1974), US-amerikanische Pornodarstellerin und Schauspielerin

### G
- Gareth Edwards (Rugbyspieler) (* 1947), walisischer Rugby-Union-Spieler
- Gareth Edwards (Produzent) (* 1965), britischer Fernsehproduzent und Autor
- Gareth Edwards (Regisseur) (* 1975), britischer Filmregisseur, Drehbuchautor, Kameramann und Produzent
- Gareth Edwards (Snookerspieler), walisischer Snookerspieler
- Gene Edwards (1932–2022), US-amerikanischer Baptistenpastor, Evangelist, Hauskirchengründer und Autor
- Geoff Edwards (1931–2014), US-amerikanischer Schauspieler
- Geoffrey Edwards (Politikwissenschaftler) (* 1945), britischer Politikwissenschaftler
- Geoffrey Edwards (Schauspieler) (* 1959), US-amerikanischer Schauspieler und Regisseur
- George Edwards (Naturforscher) (1694–1773), englischer Naturforscher und Ornithologe
- George Edwards (Politiker) (1850–1933), britischer Politiker
- George Edwards (Schauspieler) (1886–1953), australischer Schauspieler
- George Edwards (Flugzeugingenieur) (1908–2003), britischer Luftfahrtingenieur und Designer
- George Edwards (Radsportler) (1923–1992), britischer Radsportler
- George Edwards (Filmproduzent) (1924–1991), US-amerikanischer Film- und Fernsehproduzent
- George Edwards (Komponist) (* 1943), US-amerikanischer Komponist
- George C. Edwards, US-amerikanischer Politiker (Maryland)
- Glen Edwards (1918–1948), US-amerikanischer Pilot
- Goronwy Edwards (1891–1976), britischer Historiker
- Graham Edwards (Politiker) (* 1946), australischer Politiker
- Graham Edwards (Cricketspieler) (* 1955), neuseeländischer Cricketspieler
- Graham Edwards (Schriftsteller) (* 1965), englischer Schriftsteller
- Griffith Edwards (1928–2012), britischer Psychiater
- Gus Edwards (Footballspieler) (* 1995), liberianisch-amerikanischer American-Football-Spieler
- Gus Edwards (Komponist) (1878–1945), US-amerikanischer Komponist
- Guy Edwards (* 1942), britischer Automobilrennfahrer

### H
- Harold Edwards (Offizier) (1892–1952), kanadischer Air Marshal
- Harold Edwards (Mathematiker) (1936–2020), US-amerikanischer Mathematiker und Mathematikhistoriker
- Harry Edwards (Fußballspieler, 1872) (1872–1940), englischer Fußballspieler
- Harry Edwards (Regisseur) (1887–1952), kanadischer Filmregisseur, Drehbuchautor und Schauspieler
- Harry Edwards (Politiker) (1927–2012), australischer Politiker
- Harry Edwards (Fußballspieler, 1932) (1932–2003), englischer Fußballspieler
- Harry Edwards (Soziologe) (* 1942), US-amerikanischer Sportsoziologe
- Hector Edwards (* 1949), barbadischer Radrennfahrer.
- Helen Edwards (1936–2016), US-amerikanische Physikerin
- Henri Milne-Edwards (1800–1885), französischer Zoologe, Karzinologe, Arzt und Naturforscher
- Henry Edwards (Entomologe) (1827–1891), englischer Schauspieler und Entomologe
- Henry Edwards (Regisseur) (1883–1952), britischer Schauspieler und Regisseur
- Henry Sutherland Edwards (1828–1906), britischer Schriftsteller und Journalist
- Henry W. Edwards (1779–1847), US-amerikanischer Politiker
- Henrietta Edwards (1849–1931), kanadische Frauenrechtlerin
- Hilton Edwards (1903–1982), irischer Schauspieler und Theaterregisseur
- Hugh Edwards (1906–1972), britischer Ruderer
- Huw Edwards (* 1961), britischer Journalist, Nachrichtensprecher und Fernsehmoderator

### I
- Iorwerth Eiddon Stephen Edwards (1909–1996), britischer Ägyptologe

### J
- Jack Edwards (Cricketspieler, 1860) (1860–1911), australischer Cricketspieler
- Jack Edwards (Fußballspieler, 1867) (1867–1960), englischer Fußballspieler
- Jack Edwards (Fußballspieler, 1929) (1929–2014), walisischer Fußballspieler und -trainer
- Jack Edwards (Radsportler) (* 1999), australischer Radsportler
- Jack Edwards (Cricketspieler, 2000) (* 2000), australischer Cricketspieler
- Jackie Edwards (* 1971), Leichtathletin von den Bahamas
- James Edwards (Schauspieler) (1918–1970), US-amerikanischer Schauspieler
- James Edwards (Basketballspieler) (* 1955), US-amerikanischer Basketballspieler
- James B. Edwards (1927–2014), US-amerikanischer Politiker (South Carolina)
- Jango Edwards (1950–2023), US-amerikanischer Clown und Comedian
- Jane Edwards (* vor 1990), australische Sängerin (Sopran), Pianistin, Chorleiterin und Musikpädagogin
- Jennifer Edwards (* 1957), US-amerikanische Schauspielerin
- Jimmy Edwards (* 1929), US-amerikanischer Musiker und Songschreiber
- Joe F. Edwards (* 1958), US-amerikanischer Astronaut
- Joel Edwards (1951–2021), englischer Pastor und Theologe
- John Edwards (Pastor) (1637–1716), britischer calvinistischer Geistlicher
- John Edwards (Politiker, 1748) (1748–1837), US-amerikanischer Politiker (Kentucky)
- John Edwards (Politiker, 1781) (1781–1850), US-amerikanischer Politiker (New York)
- John Edwards (Politiker, 1786) (1786–1843), US-amerikanischer Politiker (Pennsylvania)
- John Edwards (Politiker, 1805) (1805–1894), US-amerikanischer Politiker (Arkansas)
- John Edwards (General) (1815–1894), US-amerikanischer Brigadegeneral
- John Edwards (Politiker, 1904) (1904–1959),  britischer Politiker
- John Edwards (Politiker, 1943) (* 1943), US-amerikanischer Politiker (Virginia)
- John Edwards (Autor) (* 1946), kanadischer Autor
- John Edwards (Historiker) (* 1949), britischer Historiker
- John Edwards (Politiker, 1953) (* 1953), US-amerikanischer Politiker (North Carolina)
- John Edwards (Produzent), australischer Fernsehproduzent und Drehbuchautor
- John Edwards (Rockmusiker) (* 1953), britischer Bassist
- John Edwards (Improvisationsmusiker) (* 1964), britischer Improvisationsmusiker
- John Edwards (Basketballspieler) (* 1981), englischer Basketballspieler
- John Edwards (Rennfahrer) (* 1991), US-amerikanischer Rennfahrer
- John Bel Edwards (* 1966), US-amerikanischer Politiker
- John Cummins Edwards (1806–1888), US-amerikanischer Politiker
- John Hilton Edwards (1928–2007), britischer Humangenetiker
- Johnathan Edwards (* 1967), amerikanisch-schweizerischer Basketballspieler
- Jonathan Edwards (Prediger) (1703–1758), britischer Prediger
- Jonathan Edwards (Musiker) (* 1946), US-amerikanischer Sänger und Songwriter
- Jonathan Edwards (Leichtathlet) (* 1966), britischer Dreispringer
- Jonathan Edwards (Rennrodler) (* 1972), US-amerikanischer Rennrodler
- Jonathan Edwards (Autor) (* 1979), walisischer Dichter
- Jorge Edwards (1931–2023), chilenischer Diplomat und Schriftsteller
- Josh Edwards (* 2000), schottischer Fußballspieler
- Julian Edwards (1855–1910), englisch-amerikanischer Komponist und Dirigent

### K
- Kaela Edwards (* 1993), US-amerikanische Leichtathletin
- Kai Edwards (* 1991), walisischer Fußballspieler
- Kathleen Edwards (* 1978), kanadische Musikerin und Sängerin
- Kathryn M. Edwards (* vor 1967), Kinderärztin und Inftiologin
- Keith Edwards (Fußballspieler, 1944) (* 1944), englischer Fußballspieler
- Keith Edwards (Fußballspieler, 1952) (* 1952), walisischer Fußballspieler
- Keith Edwards (Fußballspieler, 1957) (* 1957), englischer Fußballspieler
- Kenneth Edwards (Golfspieler) (1886–1952), US-amerikanischer Golfspieler
- Kenneth Edwards (Taekwondoin) (* 1985), jamaikanischer Taekwondoin
- Kenneth Martin Edwards (* 1955), britischer Jurist und Autor, siehe Martin Edwards (Autor)
- Kenny Edwards (1946–2010), US-amerikanischer Bassist, Musikproduzent und Songwriter
- Kourtney Edwards (* 1987), US-amerikanische Volleyballspielerin
- Kristie Edwards (* 2000), australische Sprinterin

### L
- Laila Edwards (* 2004),  US-amerikanische Eishockeyspielerin
- LaVell Edwards (1930–2016), US-amerikanischer College-Football-Trainer und -Spieler
- Lewis Edwards (1809–1887), walisischer Geistlicher
- Lowell M. Edwards (1898–1982), US-amerikanischer Ingenieur, Miterfinder einer Herzklappenprothese

### M
- Marc Edwards (Schlagzeuger) (* 1949), US-amerikanischer Schlagzeuger
- Marc Edwards (Bauingenieur) (* 1964), US-amerikanischer Bauingenieur
- Marc Edwards (Footballspieler) (* 1974), US-amerikanischer American-Football-Spieler
- Marc Edwards (Fernsehmoderator) (* 1980), walisischer und chinesischer Fernsehmoderator
- Marcus Edwards (* 1998), englischer Fußballspieler
- Margaret Edwards (* 1939), britische Schwimmerin
- Margaret Edwards (Bibliothekarin) (1902–1988), US-amerikanische Bibliothekarin und Pionierin der Förderung der Young Adult Literature
- Mark Edwards (Schauspieler) (* 1942), australischer Schauspieler
- Mark Edwards (Geistlicher) (* 1959), indonesisch-australischer Geistlicher
- Mark Edwards (Leichtathlet) (* 1974), britischer Kugelstoßer
- Martin Edwards (Autor) (Kenneth Martin Edwards; * 1955), britischer Jurist und Autor
- Martin Edwards (Schwimmer) (* 1955), britischer Schwimmer
- Maria Edwards (* 2003), englische Fußballspielerin
- Mary Edwards (Astronomin) (um 1750–1815), britische Astronomin
- Mary Stella Edwards (1893–1989), englische Malerin
- Mathilda Betham-Edwards (1836–1919), englische Schriftstellerin
- Matt Edwards (Fußballspieler) (* 1971), englischer Fußballspieler
- Matt Edwards (* 1975?), britischer DJ und Musikproduzent, bekannt unter dem Pseudonym Radio Slave
- Matt Edwards (Schauspieler) (* 1982), britischer Zauberkünstler, Stand-up-Comedian und Schauspieler
- Matt Edwards (Poolbillardspieler) (* 1987), neuseeländischer Poolbillardspieler
- Maude Edwards, schottisch-britische Suffragette
- Maury Edwards (* 1987), kanadischer Eishockeyspieler
- Mena Edwards (um 1890–nach 1924), US-amerikanisches Fotomodell
- Michael Edwards (Dichter) (* 1938), britisch-französischer Dichter und Literaturwissenschaftler, Mitglied der Académie française
- Michael Edwards (Schauspieler) (* 1944), US-amerikanischer Schauspieler
- Michael Edwards (Skispringer) (Eddie the Eagle; * 1963), britischer Skispringer
- Michael Joseph Edwards (* 1958), britischer Altphilologe
- Michelle Edwards (* 1974), südafrikanische Badmintonspielerin
- Mickey Edwards (* 1937), US-amerikanischer Politiker
- Mike Edwards (Rennfahrer) (* 1962), britischer Motorradrennfahrer
- Mike Edwards (Fußballspieler, 1974) (* 1974), englischer Fußballspieler
- Mike Edwards (Leichtathlet, 1968) (* 1968), britischer Stabhochspringer
- Mike Edwards (Fußballspieler, 1980) (* 1980), englischer Fußballspieler
- Mike Edwards (Leichtathlet, 1990) (* 1990), britisch-nigerianischer Hochspringer
- Mike Edwards (Footballspieler) (* 1996), US-amerikanischer American-Football-Spieler
- Mike Edwards (Footballspieler, 1998) (* 1996), US-amerikanischer American-Football-Spieler, Offensive Tackle
- Monzavous Edwards (* 1981), nigerianischer Sprinter US-amerikanischer Herkunft

### N
- Nathan Edwards, US-amerikanischer Komponist und Musiker
- Neil Edwards (* 1964), schottischer Rugby-Union-Spieler
- Ness Edwards (1897–1968), britischer Politiker (Labour Party), Mitglied des House of Commons
- Neva Edwards (* 1931), dominicanische Politikerin
- Nicholas Edwards, Baron Crickhowell (1934–2018), britischer Politiker
- Nina Edwards, australische Kostümbildnerin
- Ninian Edwards (1775–1833), US-amerikanischer Politiker

### O
- Ollie Edwards (* 1985), britisches Model
- Owen Morgan Edwards (1858–1920), britischer Autor

### P
- Paddi Edwards (1931–1999), US-amerikanische Schauspielerin und Synchronsprecherin britischer Abstammung
- Paul Edwards (Jazzmusiker) (1917–2008), US-amerikanischer Schlagzeuger
- Paul Edwards (Philosoph) (1923–2004), österreichisch-US-amerikanischer Philosoph
- Paul Edwards (Literaturwissenschaftler) (1926–1992), britischer Literaturwissenschaftler
- Paul Edwards (Rennfahrer, 1947) (* 1947), britischer Automobilrennfahrer
- Paul Edwards (Leichtathlet) (* 1959), britischer Kugelstoßer
- Paul Edwards (Rennfahrer, 1978) (* 1979), US-amerikanischer Automobilrennfahrer
- Penny Edwards (1928–1998), US-amerikanische Schauspielerin
- Peter Edwards (Ruderer) (* 1939), australischer Ruderer
- Peter Edwards (Chemiker) (* 1949), britischer Chemiker und Physiker
- Peter Edwards (Rennfahrer), australischer Automobilrennfahrer
- Peter Edwards (Produzent), Filmproduzent und Regisseur
- Peter Edwards (Künstler) (* 1955), britischer Maler
- Peter Edwards (Rugbyspieler) (* 1969), neuseeländischer Rugbyspieler
- Phil Edwards (Leichtathlet) (1907–1971), kanadischer Leichtathlet
- Phil Edwards (Radsportler) (1949–2017), britischer Radrennfahrer
- Phil Edwards (Politiker) (* 1953), britischer Politiker
- Phil Edwards (Fußballspieler) (* 1985), englischer Fußballspieler
- Philip Aaron Edwards (1907–1971), kanadischer Leichtathlet, siehe Phil Edwards (Leichtathlet)
- Philip Edwards (Literaturwissenschaftler) (1923–2015), britischer Shakespeare-Gelehrter und Hochschullehrer
- Philip R. Edwards (1901–1966), US-amerikanischer Mikrobiologe
- Phillip Edwards († 2014), britischer Konteradmiral
- Pierpont Edwards (1750–1826), US-amerikanischer Politiker

### R
- R. Lawrence Edwards (Richard Lawrence Edwards; * 1953), US-amerikanische Geochemiker und Geologe
- Rachele Edwards, Geburtsname von Rachele Phillips (* um 1972), walisische Badmintonspielerin
- Ralph Edwards (1913–2005), US-amerikanischer Mmoderator
- Randall Edwards (* 1961), US-amerikanischer Politiker
- Ray Edwards (Boxer) (1927–1991), jamaikanischer Boxer
- Ray Edwards (Eishockeyspieler) (* 1970), kanadischer Eishockeyspieler und -trainer
- Ray Edwards (Footballspieler) (* 1985), US-amerikanischer American-Football-Spieler
- Rebecca Edwards (Ruderin) (* 1993), britische Ruderin
- Reign Edwards (* 1996), US-amerikanische Schauspielerin
- Richard Edwards (Komponist) (1524–1566), englischer Komponist und Bühnenautor
- Richard H. T. Edwards (1939–2009), britischer Mediziner
- Richard S. Edwards junior (1885–1956), US-amerikanischer Admiral der US Navy
- Richey Edwards (* 1967; † vermutlich 1995), walisischer Musiker
- Rick Edwards (* 1979), britischer Fernsehmoderator, Journalist und Autor
- Rob Edwards (Drehbuchautor) (* 1963), US-amerikanischer Drehbuchautor
- Rob Edwards (Fußballspieler, 1970) (* 1970), englischer Fußballspieler
- Rob Edwards (Fußballspieler, 1973) (* 1973), walisischer Fußballspieler
- Rob Edwards (Fußballspieler, 1982) (Robert Owen Edwards; * 1982), walisischer Fußballspieler und -trainer
- Rob Edwards (Basketballspieler) (Robert Edwards; * 1997), US-amerikanischer Basketballspieler
- Robert Edwards (Politiker) (1905–1990), britischer Parlamentsabgeordneter
- Robert Edwards (Genetiker) (1925–2013), britischer Genetiker und Pionier der Reproduktionsmedizin
- Robert Edwards (Filmeditor), US-amerikanischer Filmeditor
- Robert Edwards (Fußballspieler) (* 1973), walisischer Fußballspieler
- Robert Edwards (Musiker), US-amerikanischer Jazzmusiker
- Robert Duncan Edwards (* 1942), US-amerikanischer Mathematiker
- Robert Edmund Edwards (1926–2000), australischer Mathematiker
- Roderick Edwards (1909–1987), US-amerikanischer Konteradmiral
- Ron Edwards (Politiker) (* 1954), australischer Politiker
- Ron Edwards (Autor) (* 1964), US-amerikanischer Spieleautor
- Ron Edwards (Ku-Klux-Klan-Mitglied), US-amerikanisches Ku-Klux-Klan-Mitglied
- Ron Edwards (Footballspieler) (* 1979), US-amerikanischer American-Football-Spieler
- Ronald A. Edwards (* 1923), südafrikanischer Militär
- Ronnie Claire Edwards (1933–2016), US-amerikanische Schauspielerin
- Ross Edwards (* 1943), australischer Komponist
- Roy Edwards (Eishockeyspieler) (Allan Roy Edwards; 1937–1999), kanadischer Eishockeytorwart
- Roy Edwards (Politiker) (Roy Harlie Edwards; 1954–2020),  US-amerikanischer Landmaschinenmechaniker und Politiker
- Ruth Edwards (* 1993), US-amerikanische Radrennfahrerin
- Ryan Edwards (Fußballspieler, 1976) (* 1976), US-amerikanischer Fußballspieler
- Ryan Edwards (Fußballspieler, 1983) (* 1983), walisischer Fußballspieler
- Ryan Edwards (Fußballspieler, Oktober 1993) (* 1993), englischer Fußballspieler
- Ryan Edwards (Fußballspieler, November 1993) (* 1993), australischer Fußballspieler

### S
- Sally Edwards (* 1947), US-amerikanische Triathletin und Autorin
- Sam Edwards (Schauspieler) (1915–2004), US-amerikanischer Schauspieler
- Sam Edwards (Physiker) (1928–2015), britischer Physiker
- Samuel Edwards (Politiker) (1785–1850), US-amerikanischer Politiker
- Sarah Edwards (Schauspielerin) (1881–1965), US-amerikanische Schauspielerin
- Sarah Edwards (Politikerin, 1953) (* 1953), US-amerikanische Politikerin
- Sarah Edwards (Politikerin) (* 1988), britische Politikerin
- Scott Edwards (Cricketspieler) (* 1996), niederländischer Cricketspieler
- Scott V. Edwards, US-amerikanischer Ornithologe und Evolutionsbiologe
- Sean Edwards (1986–2013), britischer Automobilrennfahrer
- Sian Edwards (* 1959), britische Musikerin und Dirigentin
- Sion Edwards (* 1987), walisischer Fußballspieler
- Skye Edwards (* 1974), britische Sängerin
- Snitz Edwards (Edward Neumann; 1862–1937), US-amerikanischer Schauspieler
- Sophie Edwards (* 2000), australische Radrennfahrerin
- Stacy Edwards (* 1965), US-amerikanische Schauspielerin
- Stephen Edwards (Cricketspieler) (* 1951), britischer Cricketspieler
- Stephen Edwards (Komponist) (* 1962), US-amerikanischer Filmkomponist
- Stephen Edwards (Skirennläufer) (* 1969), britischer Skirennläufer
- Stephen Neil Edwards (* 1970), britischer Sänger
- Stephen R. Edwards, Herpetologe
- Steve Edwards (Physiker) (1930–2016), US-amerikanischer Physiker
- Steve Edwards (Moderator) (* 1948), US-amerikanischer Fernsehmoderator und Schauspieler
- Steve Edwards (Fußballspieler) (* 1958), englischer Fußballspieler
- Steve Edwards (Footballspieler) (* 1979), US-amerikanischer American-Football-Spieler
- Steve Edwards (Sänger) (* 1980), britischer Sänger
- Steve Edwards (Hockeyspieler) (* 1986), neuseeländischer Hockeyspieler
- Steven Edwards (Basketballspieler) (* 1973), US-amerikanischer Basketballspieler
- Steven Edwards (Fußballspieler) (* 1991), niederländischer Fußballspieler
- Sunny Edwards (* 1996), britischer Boxer
- Suzanne Edwards (1925–2021), US-amerikanische Schwimmerin
- Sydenham Edwards (1769–1819), britischer Illustrator

### T
- Teddy Edwards (1924–2003), US-amerikanischer Saxophonist
- Teresa Edwards (* 1964), US-amerikanische Basketballspielerin
- Thomas Edwards (Dichter), britischer Dichter
- Thomas Edwards (Oberst), US-amerikanischer Oberst
- Thomas Edwards (Maler) (1795–1869), US-amerikanischer Maler und Lithograf
- Thomas Edwards (Politiker, 1875) (1875–1951), australischer Politiker
- Thomas M. Edwards (1795–1875), US-amerikanischer Politiker
- Thomas O. Edwards (1810–1876), US-amerikanischer Politiker
- Tibby Edwards (1935–1999), US-amerikanischer Country-Musiker
- Tom Edwards (Leichtathlet, I), britischer Langstreckenläufer
- Tom Edwards (Fußballspieler, 1905) (William John Thomas Edwards; 1905–1976), walisischer Fußballspieler
- Tom Edwards (Fußballspieler, 1906) (Thomas Edwards; 1906–1980), walisischer Fußballspieler
- Tom Edwards (Leichtathlet, II), US-amerikanischer Geher
- Tom Edwards (Fußballspieler, 1999) (Thomas Adam Edwards; * 1999), englischer Fußballspieler
- Tom Edwards (Rennfahrer) (Thomas Edwards; * 2001), australischer Motorradrennfahrer
- Tommy Edwards (1922–1969), US-amerikanischer Sänger und Songwriter
- Torri Edwards (* 1977), US-amerikanische Leichtathletin
- Tracy Edwards (* 1962), britische Seglerin
- Trent Edwards (* 1983), US-amerikanischer American-Football-Spieler
- Trevor Edwards (1937–2024), walisischer Fußballspieler
- Trisha Edwards (* vor 1981), Szenenbildnerin
- Turk Edwards (1907–1973), US-amerikanischer American-Football-Spieler und -Trainer

### V
- Vero Wynne-Edwards (1906–1997), britischer Zoologe
- Vince Edwards (1928–1996), US-amerikanischer Schauspieler und Filmregisseur

### W
- W. Cary Edwards (William Cary Edwards; 1944–2010), US-amerikanischer Jurist und Politiker
- Walter Edwards (1924–2018), englischer Fußballspieler
- Weldon Nathaniel Edwards (1788–1873), US-amerikanischer Politiker
- Wilfred Edwards (1889–1950), britischer Schwimmer und Wasserballspieler
- William Edwards (Architekt) (1719–1789), walisischer Architekt
- William Frédéric Edwards (1777–1842), jamaikanisch-französischer Physiologe, Botaniker, und Ethnologe
- William Edwards (Basketballspieler) (* 1971), US-amerikanischer Basketballspieler
- William Henry Edwards (1822–1909), US-amerikanischer Entomologe
- William J. Edwards (1928–2019), US-amerikanischer Rechtsanwalt und Politiker
- William P. Edwards (1835–1900), US-amerikanischer Politiker
- Willis Edwards (1903–1988), englischer Fußballspieler und -trainer
- Willis Edwards (Aktivist) († 2012), US-amerikanischer Aktivist
- Windel Beneto Edwards (* 1983), jamaikanischer Reggae-Sänger, siehe Gyptian
- Wolf Edwards (* 1972), kanadischer Komponist

### Z
- Zach Edwards (* 1998), US-amerikanischer American-Football-Spieler